# Solotvîn, Kovel
Solotvîn (în ucraineană Солотвин) este un sat în comuna Maidan din raionul Kovel, regiunea Volînia, Ucraina.

## Demografie
Componența lingvistică a localității Solotvîn
     Ucraineană (96,39%)
Conform recensământului din 2001, majoritatea populației localității Solotvîn era vorbitoare de ucraineană (96,39%), existând în minoritate și vorbitori de armeană (3,61%).